# 風間晋之介
風間 晋之介（かざま しんのすけ、1984年8月29日 - ）は、日本の俳優。本名は同じ。父は冒険家の風間深志。

## 来歴・人物
2010年までモトクロスのレーサーだったが、背骨の骨折により、断念。
その後、父・風間深志とも親交があった根津甚八に憧れ、第2の人生として俳優を志す。晩年の根津本人にその報告もした。
2015年にはバハ1000、2017年・2018年にはダカール・ラリーの二輪部門に出場していずれも完走した。
2019年のテレビ朝日系ドラマ『やすらぎの刻〜道』（脚本：倉本聰）のオーディションにて、応募総数4,965名の中から合格者34名に選ばれ、根来三平役に抜擢された。

## 出演

### テレビドラマ
- 絶対零度 〜未解決事件特命捜査〜 Case.01（2010年、フジテレビ） - 三宅卓 役
- 森村誠一の棟居刑事 「背徳の詩集」（2011年7月30日、テレビ朝日）
- HiGH&LOW〜THE STORY OF S.W.O.R.D.〜（2015年、日本テレビ） - 山王連合会メンバー 役
- やすらぎの刻〜道（2019年、テレビ朝日） - 根来三平 役
- 特捜9 season3 最終話（2020年7月22日、テレビ朝日） - 西島政信 役
- 潜水艦カッペリーニ号の冒険（2022年1月3日、フジテレビ） - 兵士 役
- 愛しい嘘〜優しい闇〜 第5話（2022年2月11日、テレビ朝日）
- PJ 〜航空救難団〜 第3話 - 最終話（2025年5月8日 - 6月19日、テレビ朝日） - FE（機上整備員）・小野 役[5]

### テレビ番組
- 大人のバイク時間 MOTORISE（2023年5月7日 -、BS11）- MOTORISEファミリー

### 映画
- インシテミル（2010年、監督：中田秀夫）
- ハードロマンチッカー（2011年、監督：グ・スーヨン）
- 電人ザボーガー（2011年、監督：井口昇）
- 帰郷（2013年、監督：志真健太郎）
- THE ARTIST（2015年、監督：パトリック・ベラ）
- 異形（2015年、監督：志真健太郎） - 神地慎也 役（主演）
- 光と血（2017年、監督：藤井道人） - 中居雄一郎 役
- HiGH&LOW THE MOVIE（2016年、監督：久保茂昭）
- HiGH&LOW THE RED RAIN（2016年、監督：久保茂昭）
- High&Low the movie2 End of sky（2017年、監督：久保茂昭）
- カーラヌカン（2018年、監督：浜野安宏） - リョウ 役
- 僕の名前はルシアン（2023年ユーロスペースにて公開予定　監督：大山千賀子） - 仁科正次 役[6]

### 舞台
- G.GARAGE/// 朝シェイクスピア90シリーズ『ジュリアス・シーザー』（2025年2月28日 - 3月2日、Mixalive TOKYO Hall Mixa）[7]